# Heroji iz strasti
Heroji iz strasti (eng: Third Watch) je NBC-jeva televizijska krimi-drama koja se originalno prikazivala u 6 sezona od 23. rujna, 1999. do 6. svibnja, 2005. godine. Imala je 132 epizode.

## Radnja
Radnja se zbiva u New Yorku. Glavni likovi su policajci (NYPD), te bolničari i vatrogasci (FDNY). Serija prikazuje svakodnevni život boraca za pravdu.
Glavni likovi su mladi policajac Maurice "Bosco" Boscorelli (Jason Wiles), njegova partnerica Faith Yokas (Molly Price), drugi par policajaca Tyrone "Ty" Davis, Jr. (Coby Bell) te njegov partner John "Sully" Sullivan (Skipp Sudduth) od policajaca, a od vatrogasaca i bolničara Carlos Nieto (Anthony Ruivivar), Monte "Doc" Parker (Michael Beach) i Kimberly "Kim" Zambrano (Kim Raver).
Bosco i Yokas su muško-ženski par policajaca koji se svakodnevno bore protiv kriminalaca, Bosco je mladić koji se tek kasnije zaljubljuje, dok je Yokas udana te ima dvoje djece. Tokom serije Yokas se borila i s muževom ovisnošću o alkoholu, siromaštvom, svojom bolesti te kćerkinom ovisnosti o drogi.
Ty je mladi policajac koji se pokušava probiti na viši položaj, dok je Sully iskusni policajac koji se, nakon što su mu ruski mafijaši ubili ženu, odao alkoholu protiv kojeg se borio ostatak vremena kada nije radio. Sully ima staru bolesnu majku o kojoj se treba brinuti.
Doc je najiskusniji bolničar u postaji. Nominiran je za najboljeg bolničara u cijelom New Yorku. Odbija prihvatiti nagradu zato što vjeruje da ima boljih bolničara od njega. Mladi Carlos pokušava se uklopiti u njihovo društvo iako mu to ne uspijeva zbog svoje izravnosti u razgovoru s ostalima, te neprestanom hvalisavošću samoga sebe. Kim je bolničarka koja je bila u vezi s vatrogascem Jimmyjem od kojeg se rastala. Par iz propalog braka ima sina.

## Koncepcija
Jedan od kreatora serije, John Wells pokušao je već prije početka serije prikazati seriju od problemima bolničara, ali nije imao novčanih sredstava da to ostvari. Ed Bernero, bivši policajac iz Chicaga pokušao je napraviti seriju o policajcima iz svojih iskustava. Njih dvoje su udružili snage i osmisliti seriju "Trinity" koja je bila kratkog vijeka. Nakon neuspjeha "Trinitya" osmislili su novi zajednički projekt koji je potrajao 6 sezona - Heroje iz strasti.

## Glumačka postava
| Glumac/ica       | Lik                                              | Sezone u seriji  | Sezone kao gosti |
| ---------------- | ------------------------------------------------ | ---------------- | ---------------- |
| Jason Wiles      | NYPD pozornik Maurice "Bosco" Boscorelli         | 1, 2, 3, 4, 5, 6 | /                |
| Tia Texada       | NYPD narednica Maritza Cruz                      | 4, 5, 6          | 4                |
| Coby Bell        | NYPD pozornik Tyrone "Ty" Davis, Jr.             | 1, 2, 3, 4, 5, 6 | /                |
| Skipp Sudduth    | NYPD pozornik John "Sully" Sullivan              | 1, 2, 3, 4, 5, 6 | /                |
| Anthony Ruivivar | FDNY bolničar Carlos Nieto                       | 1, 2, 3, 4, 5, 6 | /                |
| Eddie Cibrian    | FDNY vatrogasac James "Jimmy" Doherty            | 1, 2, 3, 4, 5    | 6                |
| Bobby Cannavale  | FDNY bolničar Roberto "Bobby" Caffey             | 1, 2             | /                |
| Molly Price      | NYPD pozornik/detektivka Faith Yokas             | 1, 2, 3, 4, 5, 6 | /                |
| Kim Raver        | FDNY bolničar Kimberly "Kim" Zambrano            | 1, 2, 3, 4, 5    | 6                |
| Michael Beach    | FDNY bolničar Monte "Doc" Parker                 | 1, 2, 3, 4, 5    | 6                |
| Amy Carlson      | FDNY bolničar/vatrogasac Alexandra "Alex" Taylor | 2, 3, 4          | 2                |
| Nia Long         | NYPD pozornik/IAB detektivka Sasha Monroe        | 5, 6             | 4                |
| Cara Buono       | FDNY bolničar Grace Foster                       | 6                | 5                |
| Josh Stewart     | NYPD pozornik Brendan Finney                     | 6                | /                |
| Bonnie Dennison  | Emily Yokas                                      | 5, 6             | 4*               |
| Chris Bauer      | Frederick "Fred" Yokas                           | 3, 4, 5          | 1, 2, 6          |

## DVD izdanja
| Sezone | Epizode | Datum izlaska | Datum izlaska | Datum izlaska |
| Sezone | Epizode | Region 1 | Region 2      | Region 4      |
| ------ | ------- | --- | ------------- | ------------- |
| 1      | 22      | February 5, 2008 | May 22, 2006  | May 3, 2006   |
| 1      | 22      | Heroji iz strasti: Cijela prva sezona sadrži 22 epizode serije. Prva sezona uključuje dodatke "iza kamere", te izbačene scene.   |               |               |
| 2      | 22      | July 7, 2009 | TBA           | TBA           |
| 2      | 22      | Heroji iz strasti: Cijela druga sezona sadrži 22 epizode serije. Druga sezona uključuje dodatke "iza kamere", te izbačene scene. |               |               |

## Vanjske poveznice
- Third Watch's official UK website  Arhivirana inačica izvorne stranice od 30. srpnja 2009. (Wayback Machine)
- Filming location Third Watch in Google Earth  Arhivirana inačica izvorne stranice od 3. kolovoza 2008. (Wayback Machine)